# Мейкон (округ, Алабама)
Ме́йкон (англ. Macon County) — округ в штате Алабама, США. Официально образован в 1832 году. По состоянию на 2010 год, численность населения составляла 21 452 человека.

## География
По данным Бюро переписи США, общая площадь округа равняется 1 587,672 км2, из которых 1 577,312 км2 суша и 4,300 км2 или 0,700 % это водоемы.

### Соседние округа
|            | Элмор  | Таллапуса | Ли |  |
|            | север  |           |    |  |
| Мейкон     |        |           |    |  |
| юг         |        |           |    |  |
| Монтгомери | Буллок | Расселл   |    |  |

## Население
По данным переписи населения 2000 года в округе проживает 24 105 жителей в составе 8 950 домашних хозяйств и 5 543 семей. Плотность населения составляет 15,00 человек на км2. На территории округа насчитывается 10 627 жилых строений, при плотности застройки около 7,00-ти строений на км2. Расовый состав населения: афроамериканцы — 84,64 %, белые — 13,96 %, коренные американцы (индейцы) — 0,16 %, азиаты — 0,38 %, гавайцы — 0,00 %, представители других рас — 0,13 %, представители двух или более рас — 0,73 %. Испаноязычные составляли 0,72 % населения независимо от расы.
В составе 28,40 % из общего числа домашних хозяйств проживают дети в возрасте до 18 лет, 31,70 % домашних хозяйств представляют собой супружеские пары проживающие вместе, 25,80 % домашних хозяйств представляют собой одиноких женщин без супруга, 38,10 % домашних хозяйств не имеют отношения к семьям, 33,00 % домашних хозяйств состоят из одного человека, 11,90 % домашних хозяйств состоят из престарелых (65 лет и старше), проживающих в одиночестве. Средний размер домашнего хозяйства составляет 2,44 человека, и средний размер семьи 3,13 человека.
Возрастной состав округа: 25,20 % моложе 18 лет, 16,90 % от 18 до 24, 22,90 % от 25 до 44, 21,00 % от 45 до 64 и 21,00 % от 65 и старше. Средний возраст жителя округа 32 лет. На каждые 100 женщин приходится 85,00 мужчин. На каждые 100 женщин старше 18 лет приходится 80,30 мужчин.
Средний доход на домохозяйство в округе составлял 21 180 USD, на семью — 28 511 USD. Среднестатистический заработок мужчины был 25 971 USD против 21 773 USD для женщины. Доход на душу населения составлял 13 714 USD. Около 26,80 % семей и 32,80 % общего населения находились ниже черты бедности, в том числе — 43,80 % молодежи (тех, кому ещё не исполнилось 18 лет) и 26,00 % тех, кому было уже больше 65 лет.